# Neocompsa mimosa
Neocompsa mimosa är en skalbaggsart som beskrevs av Martins 1971. Neocompsa mimosa ingår i släktet Neocompsa och familjen långhorningar.
Artens utbredningsområde är Venezuela. Inga underarter finns listade i Catalogue of Life.